# Roje pri Trebelnem
Roje pri Trebelnem – wieś w Słowenii, w gminie Mokronog-Trebelno. W 2018 roku liczyła 42 mieszkańców.